# That’s My Life
That’s My Life ist ein Jazzalbum von Paul Dunmall, Paul Rogers und Tony Orrell. Die am 1. Juli 1989 im The Albert Inn, Bristol, entstandenen Aufnahmen erschienen am 3. Januar 2023 auf 577 Records.

## Hintergrund
Der Saxophonist Paul Dunmall und der Schlagzeuger Tony Orrell lernten sich 1979 in der in Bristol ansässigen Band Spirit Level kennen. Bristol wurde später berühmt für kulturelle Ikonen wie Massive Attack, Portishead und Banks, aber es war schon immer ein Magnet für Kreative, die nicht in London leben wollten – „und bot künstlerische Enklaven in der sanfteren Umgebung der Provinz“, hieß es in den Liner Notes. Dazu gehörte der Jazz, den Orrell und Dunmall in ihrer Jugend erforschten. Während die britische Jazzszene zu dieser Zeit sich noch im Schatten der amerikanischen Tradition befand, fühlten sich viele Musiker von den kraftvollen Ausdrucksformen der im Exil lebenden südafrikanischen Blue Notes und The Brotherhood of Breath, sowie von Keith Tippett, Kenny Wheeler, Tony Oxley und dem Spontaneous Music Ensemble angezogen. Jahrzehnte später dokumentiert diese Aufnahme die Wiedervereinigung des Trios, als Paul Rogers aus den Vereinigten Staaten zurückkehrte.
Zu dieser Zeit hatten die drei Musiker bereits eine ergiebige musikalische Geschichte gemeinsam, notierte Antonio Poscic. Dunmall spielte mit Rogers als Teil von Mujician (mit Tony Levin und Keith Tippett) aber auch als Duo zusammen, dokumentiert auf Invisibles von 1988. Obwohl dies die erste und einzige veröffentlichte Musik des Trios ist, trafen sich die drei Musiker im Laufe der Jahre immer wieder.

## Titelliste
- Paul Dunmall, Paul Rogers & Tony Orrell: That’s My Life (577 Records 5845)[2]

1. That’s My Life	24:23
2. Marriage in India	16:18

Die Kompositionen stammen von Paul Dunmall, Paul Rogers und Tony Orrell.

## Rezeption
Der Mitschnitt von 1989 scheint eine frühe Ankündigung dessen zu sein, was kommen sollte, und rückblickend ein faszinierendes Zeugnis von Dunmalls künstlerischer Vision, meinte Antonio Poscic in The Quietus. Aufgeteilt in zwei lange Tracks fungiere That’s My Life auch als kurioses Dokument der britischen Jazzszene im Allgemeinen.
Für sich genommen stehe That’s My Life als Zeugnis für die Kraft und den Einfallsreichtum, die in der Musik verkörpert sind, die an einem einzigen Abend in der Karriere von drei improvisierenden Musikern entstanden ist, schrieb Marc Medwin (Point of Departure) So seien alle Klänge eindeutig den Traditionen verpflichtet, aus denen sie hervorgegangen sind, ohne sich zu sehr an die Form zu halten oder ihr zu huldigen. Der Titel des Albums sei passend. Man erlebe hier die Momentaufnahme eines wunderbaren Trios in den vollen Zügen des improvisatorischen Austauschs, das seine Vergangenheit widerspiegle, selbst während sie entsteht, wobei sich jeder Augenblick als neue Gesamtheit zusammenfüge.